# Río Wei
El río Wei (en chino, 渭; pinyin, Wèi Hé; Wade-Giles, Wei Ho) es un río que discurre por el centro-oeste de China, el mayor afluente del río Amarillo. La longitud del río es de 818 kilómetros y drena una cuenca de 135.000  km², mayor que países como Grecia o Nicaragua.

## Geografía
La fuente del río Wei está cerca del condado de Weiyuan (渭源, (literalmente significa «fuente del Wei») en la provincia de Gansu, a menos de 200 kilómetros del río Amarillo en Lanzhou. Sin embargo, debido a la curva cerrada hacia el norte que emprende el río Amarillo en Lanzhou, el Wei y el Amarillo no se encuentran hasta más de 2000 km de curso del río Amarillo. En línea recta, su fuente se encuentra 700 kilómetros al oeste de la ciudad principal a lo largo de su curso, Xi'an, la capital de la provincia de Shaanxi (3.225.812 hab. en 2001). Otras importantes ciudades en su curso son, aguas abajo, Tianshui (3.450.000 en 2004), Baoji (3.670.000 hab. en 2001), Xianyang (465 800 hab. en 2001) y Weinan (226 600 hab. en 2001).  
En septiembre de 2003 las precipitaciones provocaron extensas inundaciones que causaron más de 30 víctimas mortales, y temporalmente fueron desplazadas más de 300.000 personas. Los aspectos ecológicos del río Wei han sido examinados con respecto a los caudales en el río Wei.
Los principales afluentes del río Wei son el río Jing (泾河, con una longitud de 455 km y una cuenca de 45 000 km²), el río Luao (Norte) (洛河 (北), con una longitud de 680 km y una cuenca de 26 900 km²) (Norte, para diferenciarlo de otro Luao, el Sur, situado no lejos, un afluente aguas abajo del río Amarillo).

## Historia
La zona en la ciudad de Dingxi,  provincia de Gansu, en torno a su cabecera, cuenta con numerosos sitios  la Edad de Piedra  de diversas culturas antiguas. 
Su valle fue una de las cunas de la civilización china temprana, por lo  que las capitales de los Qin  (a saber, Xianyang),  Han,  Zhou  y Tang   estaban situadas en sus riberas. 
Las cabeceras del río Wei son notables ya en la historia antigua de la Ruta de la Seda del Norte, una de las cuatro rutas de la seda de la antigüedad. Según C. Michael Hogan, el tramo chino de la Ruta de la Seda del Norte es:

(...) la ruta más septentrional de unos 2600 kilómetros, que conecta la antigua capital china de Xian, al oeste, via las ciudades chinas de Baoji, Tianshui (en las gargantas de cabecera del río Wei), Lanzhou, Dunhuang, sobre el paso Wushao Ling a Wuwei y emergiendo en Kashgar, China, antes de enlazar a la antigua Partia. Esta ruta atraviesa las provincias de Shaanxi y Gansu, así como la Región Autónoma Uigur de Xinjiang. La más al norte de las Rutas de la Seda, se caracteriza por su bucle al norte del desierto de Taklamakan.
(...) the northernmost route of some 2600 kilometres, which connects the ancient Chinese capital of Xian to the west via the Chinese cities of Baoji, Tianshui (at the headwater gorges of the Wei River), Lanzhou, Dunhuang, over the Wushao Ling Pass to Wuwei and emerging in Kashgar, China before linking to ancient Parthia. This route traverses the provinces of Shaanxi and Gansu as well as the Xinjiang Uyghur Autonomous Region. This most northern of the Silk Roads is characterised by its looping north of the Taklamakan Desert.
C. Michael Hogan

El valle del Wei es probablemente uno de los primeros centros de la civilización china, y también la localización de las primeras grandes obras de riego de China. El valle fue también el lugar de un gran derrame de petróleo en 2010.